# ایگلویل
ایگلویل (به فرانسوی: Aigleville) یک کمون در فرانسه است که در Canton of Pacy-sur-Eure واقع شده‌است.

## خصوصیات
ایگلویل ۳٫۲۴ کیلومترمربع مساحت و ۳۴۱ نفر جمعیت دارد و ۱۴۰ متر بالاتر از سطح دریا واقع شده‌است.